# 엘타르프

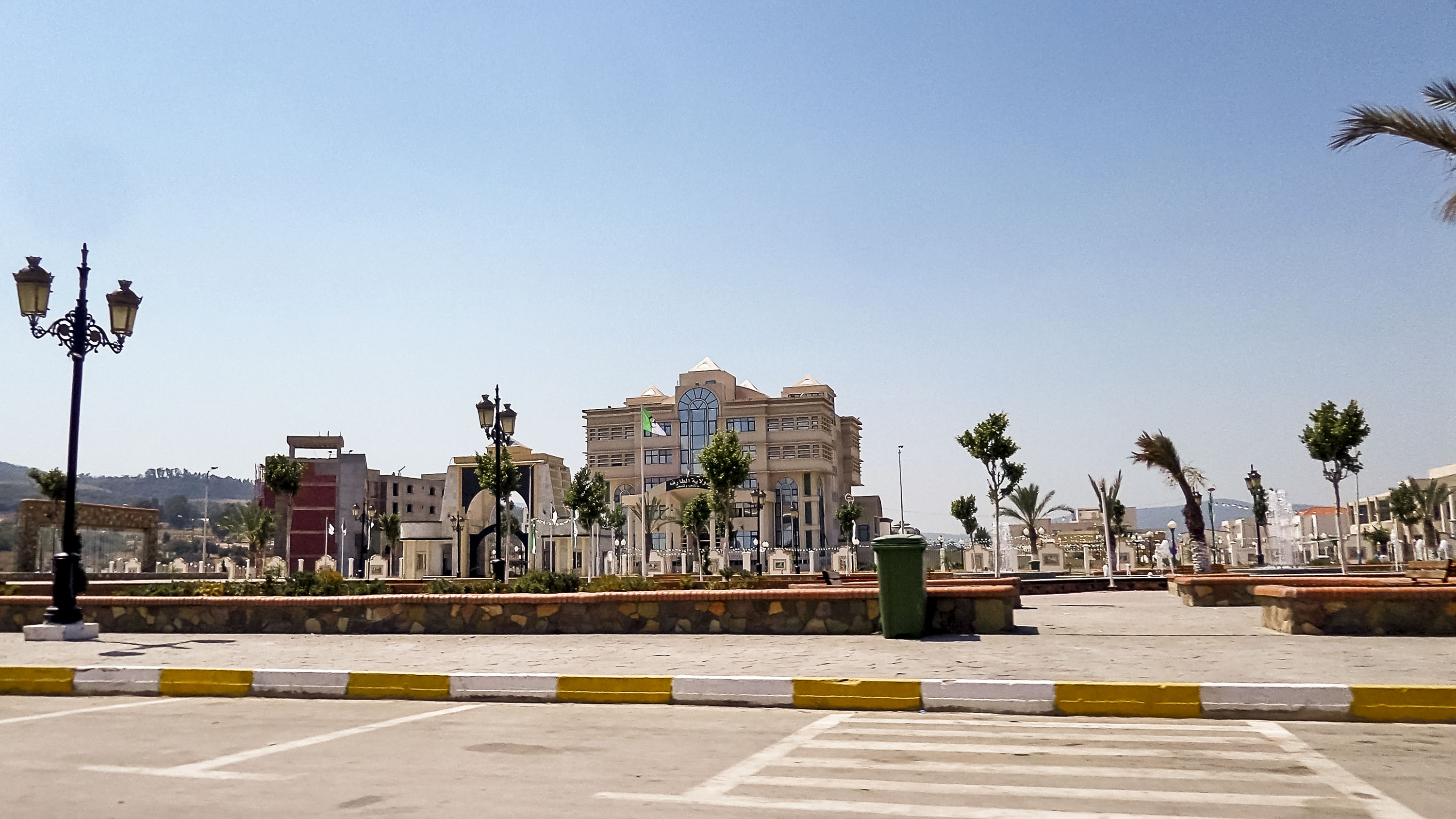

엘타르프(아랍어: الطارف, 프랑스어: El Taref)는 알제리의 도시로 엘타르프 주의 주도이며 면적은 111.4km2, 인구는 25,594명(2008년 기준)이다. 수도 알제에서 동쪽으로 700km 정도 떨어진 곳에 위치한다.